# Akregator
Akregator è un programma open source di aggregazione di fonti di notizie per KDE. Gestisce sia le fonti RSS che Atom. Le fonti sono mostrate come messaggi di posta elettronica.
Le caratteristiche includono:
- 3 modalità di visualizzazione: Vista normale, Vista a schermo largo e Vista combinata;
- personalizzazione dell'aspetto delle fonti;
- visualizzazione dei collegamenti direttamente in Akregator (tramite schede) o in un browser esterno configurabile;
- ricerca testuale tra gli articoli;
- gestione delle fonti in cartelle;
- impostazione delle preferenze di archiviazione;
- visualizzazione delle icone delle fonti.

Akregator può essere configurato per controllare le fonti ad intervalli regolari. L'utente può anche effettuare un controllo manuale di tutte le fonti, di una sola fonte o delle fonti di una determinata categoria/cartella.
Akregator è parte del modulo kdepim di KDE a partire dalla versione 3.4.